# Jin Au-Yeung
Jin Au-Yeung, noto anche con lo pseudonimo di Jin, MC Jin o Jin the Emcee (Miami, 4 giugno 1982), è un rapper e attore statunitense, di origini cinesi che si esibisce sia in inglese che in cantonese.

## Biografia
Figlio di emigranti cinesi che lavorano in un ristorante, si trasferisce nell'ottobre del 2001 a New York. Nel 2002 viene eliminato durante il Freestyle Fridays, all'interno di un programma televisivo "106 n Park" della rete BET (Black Entertainment Comedy).
Riesce a conquistare l'attenzione di Joaquin "Waah" Dean, dirigente dei Ruff Ryders, che lo mette sotto contratto.
Si parla di lui in diverse riviste importanti come il Rolling Stone e il The New York Times recita con Ludacris, Tyrese e Paul Walker nel film 2 Fast 2 Furious. Lavora alla realizzazione dell'LP The Rest Is History, prodotto da Kanye West, Elite, Neo, Tuneheadz e Wyclef Jean.

## Discografia

### Album
- The Rest is History  (2004)
- The Emcee's Properganda  (2005)
- A Bunch of Songs and Some Freestyles  (2006)

### Singoli
The Rest is History  (2004)
- Learn Chinese featuring Wyclef Jean  (2003)
- Senorita  (2004)

The Emcee's Properganda  (2005)
- Top 5 (Dead or Alive)  (October 2005)

A Bunch of Songs and Some Freestyles  (2006)
- FYI featuring YungMAC  (2006)

### Altri singoli
- Hater Hater (2006)
- Backpack Backpack (2006)
- So Sick (remix) - Ne-Yo featuring Jin (2006)
- Fuck Jay-Z (2006)
- Come Closer (2005) - Juggy D featuring Jin

## Filmografia
- 2 Fast 2 Furious regia di John Singleton (2003)
- L'uomo con i pugni di ferro (The Man with the Iron Fists), regia di RZA (2012)
- Monster Hunter, regia di Paul W. S. Anderson (2020)